# Piață virtuală
Piața virtuală este locul virtual de întâlnire al cererii cu oferta, reprezentând mediul adecvat desfășurării activităților de comerț electronic și mBIZ (mobile Business).
Platformele pentru piețele virtuale, după gradul de specializare, pot  fi clasificate în:
- Piețe specializate,  adresate produselor și serviciilor unui singur domeniu
- Piețe generale unde  tranzacționează produse/servicii din mai multe domenii
- Rețele de piețe (Networking the Networks) - sunt platforme de interconectare a pietelor unuia sau a mai multor domenii.

Din perspectiva ariei geografice pe care o acoperă se disting: 
- Piețe locale destinate produselor și serviciilor achiziționate de consumatorii locali
- Piețe regionale pentru produsele și serviciile achiziționate dintr-o regiune
- Piețe naționale destinate produsele și serviciile destinate întregii țări
- Piețe continentale destinate produselor și serviciilor achiziționate continental
- Piețe globale destinate produselor și serviciilor achiziționate de oricine, oriunde, oricând.

Prima Piață  Virtuală din România a  fost creată în anul 2000 de către Centrul de  Afaceri Tansilvania Arhivat în 28 august 2008, la Wayback Machine. Cluj Arhivat în 14 octombrie 2007, la Wayback Machine. interconectând piețele virtuale, bazele de date on line, bursele electronice,  magazinele virtuale și media online. Cele mai importante sectoare au fost incluse  în www.v-market.ro/, respectiv: industria,  agricultura, construcțiille, IT, media, medicină și farmacie, meșteșugurile și  artizanatul, consultanța, distribuția, stilismul, transporturile, turismul, investitiile-acțuni,  băncile și finanțările nerambursabile, auto,  imobiliare, locuri de muncă, târgurile și expozițiile. 
Portalurile și magazinele selectate permit  utilizatorilor:
- actualizarea și completare cu noi date, informații, cunoștințe,  experiențe
- înscrierea firmei în baze de  date și cataloage online
- căutarea de parteneri, clienți, furnizori , investitori și finanțatori în  piața virtuală
- înscrierea ofertei de produse/servicii
- studierea cererilor de produse/servicii
- studierea articolelor privind ultimele noutăți, tendințe, inovații și  tehnologii
- informarea asupra surselor de finanțare nerambursabilă existente
- înscrierea în vederea participării la târguri și expoziții
- studierea cererilor de locuri de muncă
- efectuarea de cumpărături online
- colaborarea pentru campanii de eMarketing

Accesul pe Prima Piață Virtuală din România este neîngrădit.